# Muhlenbergia pectinata
Muhlenbergia pectinata är en gräsart som beskrevs av Leslie Newton Goodding. Muhlenbergia pectinata ingår i släktet muhlygräs, och familjen gräs. Inga underarter finns listade i Catalogue of Life.